# Annual Report of the Victorian Acclimation Society
Annual Report of the Victorian Acclimation Society (abreviado Ann. Rep. Victorian Acclim. Soc.) es una revista con ilustraciones y descripciones botánicas que fue publicada en Australia desde 1861 hasta 1936.